# Matrice de comptabilité sociale
 (février 2021).
Si vous disposez d'ouvrages ou d'articles de référence ou si vous connaissez des sites web de qualité traitant du thème abordé ici, merci de compléter l'article en donnant les références utiles à sa vérifiabilité et en les liant à la section « Notes et références ».
Une matrice de comptabilité sociale (MCS) représente les flux de toutes les transactions économiques qui ont lieu dans une économie (régionale ou nationale), ainsi en donne une image aussi complète que possible, mais statique. Il s'agit d'une représentation matricielle des comptes nationaux, ce qui rend assez aisé le contrôle d'équilibre de ces derniers. Elle est en général créée pour un pays donné et une seule année, mais peut être étendue pour inclure des flux comptables non nationaux, et créée pour des régions ou zones plus vastes. En raison de leur structure, les MCS sont appréciées comme bases de données pour le développement de modèles en équilibre général calculable.